# Freie Waldorfschule Cottbus
|  | Dieser Artikel wird gerade erweitert und kann noch Unstimmigkeiten aufweisen. |

Die Freie Waldorfschule Cottbus wurde 1990 gegründet und befindet sich im Cottbuser Stadtteil Spremberger Vorstadt. Die Ausbildung der Schüler erfolgt nach der von Rudolf Steiner (1861–1925) begründeten Waldorfpädagogik. Wie alle deutschen Waldorfschulen ist sie Mitglied im Bund der Freien Waldorfschulen.

## Schulform
Sie arbeitet nach den pädagogischen Konzepten Rudolf Steiners. Ihr einheitlicher Bildungsgang reicht von der Grundschule bis zu den staatlichen Schulabschlüssen (Hauptschulabschluss, Realschulabschluss, Abitur). Die Freie Waldorfschule Cottbus legt besonderen Wert auf ein breites künstlerisches und praktisches Fächerangebot. Jeder Schüler durchläuft die gesamte Schullaufbahn in der Gemeinschaft seiner Klasse – eine Versetzung ist nicht vorgesehen.

## Geschichte
1. Juni 1990 wurde der Verein Cottbuser Initiative Waldorfpädagogik e. V. gegründet. Am 28. September 1991 eröffnete die Schule als die 135. Waldorfschule in Deutschland mit 56 Schülern, 8 Lehrern und 2 Horterziehern.

## Gebäude
Die Schule besteht aus einem Schulgebäude plus einem Erweiterungsbau, einem Schulgarten, einer Werkstatt, einer Turnhalle und eines Sportplatzes.

### Anfänge in der Elisabeth-Wolf-Straße
1991 wurde eine Schulgebäudehälfte von der Stadt Cottbus zur Verfügung gestellt.

### Heutiges Gebäude
Am 31. Oktober 1996 zog die Schule in das 1964 errichtete Schulgebäude in der Leipziger Straße 14 um.
2003 wurde der Schulhof mit Felsenbühne, Bergwall, Spielpavillon, Schachbrett und Trinkbrunnen fertiggestellt.
Mitte Dezember 2022 wurde mit den Fassadenarbeiten am alten Schulgebäude begonnen.
Ende 2023 wurden die Fassadenarbeiten beendet.

### Bau des Erweiterungsneubaus
Bestehen aus einer Bühne, vier Klassenräumen für die Oberstufe, einem Gartenbauraum, zwei Eurythmie- und Musikräumen, mehreren Toiletten, sowie einer neuen Schulküche. Die Architektonische Planung des Neubaus, sowie die Sanierung der Fassade des alten Gebäudes, übernahm das Architekturbüro Fiedler und Peter.
Am 7. September 2020 fand die Grundsteinlegung des Erweiterungsbaus statt.
Am 1. April 2021 feierte die Schule das Richtfest.
Mitte Februar 2022 nahm der Neubau den Schulbetrieb auf, zu diesem Zeitpunkt waren die Baumaßnahmen noch nicht ganz abgeschlossen.
Am 8. April 2022 wurde der Erweiterungsbau offiziell eingeweiht.

## Musik und Schauspiel an der Freien Waldorfschule Cottbus

### Klassenspiele
Jedes Schuljahr werden Klassenspiele von der 8. und 12. Klasse aufgeführt. Die Schülerinnen und Schüler sind aktiv an der Vorbereitung und Inszenierung der Klassenspiele beteiligt, einschließlich der Auswahl der Stücke, der Gestaltung von Bühnenbildern und Kostümen sowie der Proben.

#### Liste der Klassenspiele der Freien Waldorfschule Cottbus
| Jahr | Klasse | Titel des Klassenspiels                       | Besonderheit                                                                        |
| ---- | ------ | --------------------------------------------- | ----------------------------------------------------------------------------------- |
| 1994 | 8.     | „Turandot“                                    | Gastspiel in Wil                                                                    |
| 1996 | 8.     | „Weh dem, der lügt...“                        |                                                                                     |
| 1997 | 8.     | „Fausts Erlösung“                             |                                                                                     |
| 1998 | 8.     | „Der Biberpelz“                               |                                                                                     |
| 1998 | 12.    | „Biedermann und die Brandstifter“             |                                                                                     |
| 1999 | 8.     | „Der Sommernachtstraum“                       |                                                                                     |
| 2000 | 8.     | „Der Alpenkönig und der Menschenfeind“        |                                                                                     |
| 2000 | 12.    | „Die Spielverderber“                          |                                                                                     |
| 2002 | 8.     | „Der nackte König“                            |                                                                                     |
| 2002 | 12.    | „Der eingebildete Kranke“                     |                                                                                     |
| 2003 | 8.     | „Ein Haus in Montevideo“                      |                                                                                     |
| 2003 | 12.    | „Hamlet“                                      |                                                                                     |
| 2004 | 8.     | „Krabat“                                      |                                                                                     |
| 2004 | 12.    | „Die Schule der Diktatoren“                   |                                                                                     |
| 2009 | 8.     | „Der Glöckner von Notre Dame“                 |                                                                                     |
| 2009 | 12.    | „Trommeln in der Nacht“                       |                                                                                     |
| 2012 | 12.    | „Der Spielverderber oder Das Erbe des Narren“ |                                                                                     |
| 2013 | 8.     | „Freiheit“                                    | Teilnahme mit dem Stück an den Schüler-Kunst-Tagen                                  |
| 2013 | 12.    | „Nachtasyl“                                   |                                                                                     |
| 2013 | 12.    | „Der Besuch der alten Dame“                   |                                                                                     |
| 2014 | 8.     | „Was ihr wollt“                               |                                                                                     |
| 2014 | 12.    | „Haltet den Hasen“                            | Komödie, aufgeführt im Gladhouse Cottbus                                            |
| 2015 | 8.     | „Die rote Zora und ihre Bande“                | Drei zusätzliche Vorstellungen im Piccolo-Theater Cottbus                           |
| 2015 | 12.    | „Der Name der Rose“                           |                                                                                     |
| 2016 | 8.     | „Die Macht der Worte“                         |                                                                                     |
| 2017 | 8.     | „Der Streit ums Erbe oder Die Anarchisten“    |                                                                                     |
| 2017 | 12.    | „Linie 1“                                     | Vier Aufführungen im Gladhouse Cottbus                                              |
| 2017 | 13.    | „Linie 1“                                     | Wegen der großen Nachfrage eine weitere Aufführung, in der Stadthalle Cottbus       |
| 2018 | 8.     | „Erebos“                                      | Drei Schülerinnen schrieben selbst die Bühnenfassung im Rahmen ihrer Jahresarbeiten |
| 2019 | 8.     | „Herr der Diebe“                              |                                                                                     |
| 2019 | 8.     | „Haus der Temperamente“                       |                                                                                     |
| 2019 | 12.    | „Die Philosophen“                             |                                                                                     |
| 2020 | 8.     | „Löcher. Die Geheimnisse von Green Lake“      | Absage aller Klassenspiele wegen der COVID-19-Pandemie, bis 2022                    |
| 2023 | 12.    | „Romeo und Julia“                             |                                                                                     |
| 2024 | 12.    | „Das Schweigende Klassenzimmer“               |                                                                                     |
| 2025 | 8.     | „Das Gauklermärchen“                          |                                                                                     |
| 2025 | 12.    | „Die Welle“                                   |                                                                                     |